# NGC 5446
NGC 5446 est une galaxie elliptique située dans la constellation du Bouvier. Sa vitesse par rapport au fond diffus cosmologique est de 7 203 ± 32 km/s, ce qui correspond à une distance de Hubble de 106,2 ± 7,5 Mpc (∼346 millions d'al). Elle a été découverte par l'astronome germano-britannique William Herschel en 1784. Cette galaxie a aussi été observée par l'astronome allemand Wilhelm Tempel le 28 juin 1883 et elle a été inscrite au New General Catalogue sous la désignation NGC 5438.
NGC 5446 présente une large raie HI.
À ce jour, une mesure non basée sur le décalage vers le rouge (redshift) donne une distance d'environ 84,400 Mpc (∼275 millions d'al). Cette valeur est nettement à l'extérieur des valeurs de la distance de Hubble. Notons que c'est avec la valeur moyenne des mesures indépendantes, lorsqu'elles existent, que la base de données NASA/IPAC calcule le diamètre d'une galaxie et qu'en conséquence le diamètre de NGC 5446 pourrait être d'environ 35,7 kpc (∼116 000 al) si on utilisait la distance de Hubble pour le calculer.
Note : le logiciel Aladin ainsi que la base de données Simbad identifient NGC 5446 à la galaxie PGC 50239, une erreur.